# Kostel Nanebevzetí Panny Marie (Milíčovice)
Kostel Nanebevzetí Panny Marie je filiální kostel v římskokatolické farnosti Lukov u Znojma, nachází se v centru obce Milíčovice. Je původně pozdně barokní stavbou později klasicistně přestavěnou. Kostel je chráněn jako kulturní památka České republiky.

## Historie
Kostel byl postaven vedle místního hřbitova mezi lety 1760 a 1762 jako barokní hřbitovní kaple, byla spolu se hřbitovem v roce 1762 vysvěcena. Kaple pak v roce 1860 byla zvětšena, vyvýšena, zaklenuta a vydlážena, také byla vybavena nábytkem a získala tak současnou podobu.